# Rosa Wladimirowna Tamarkina

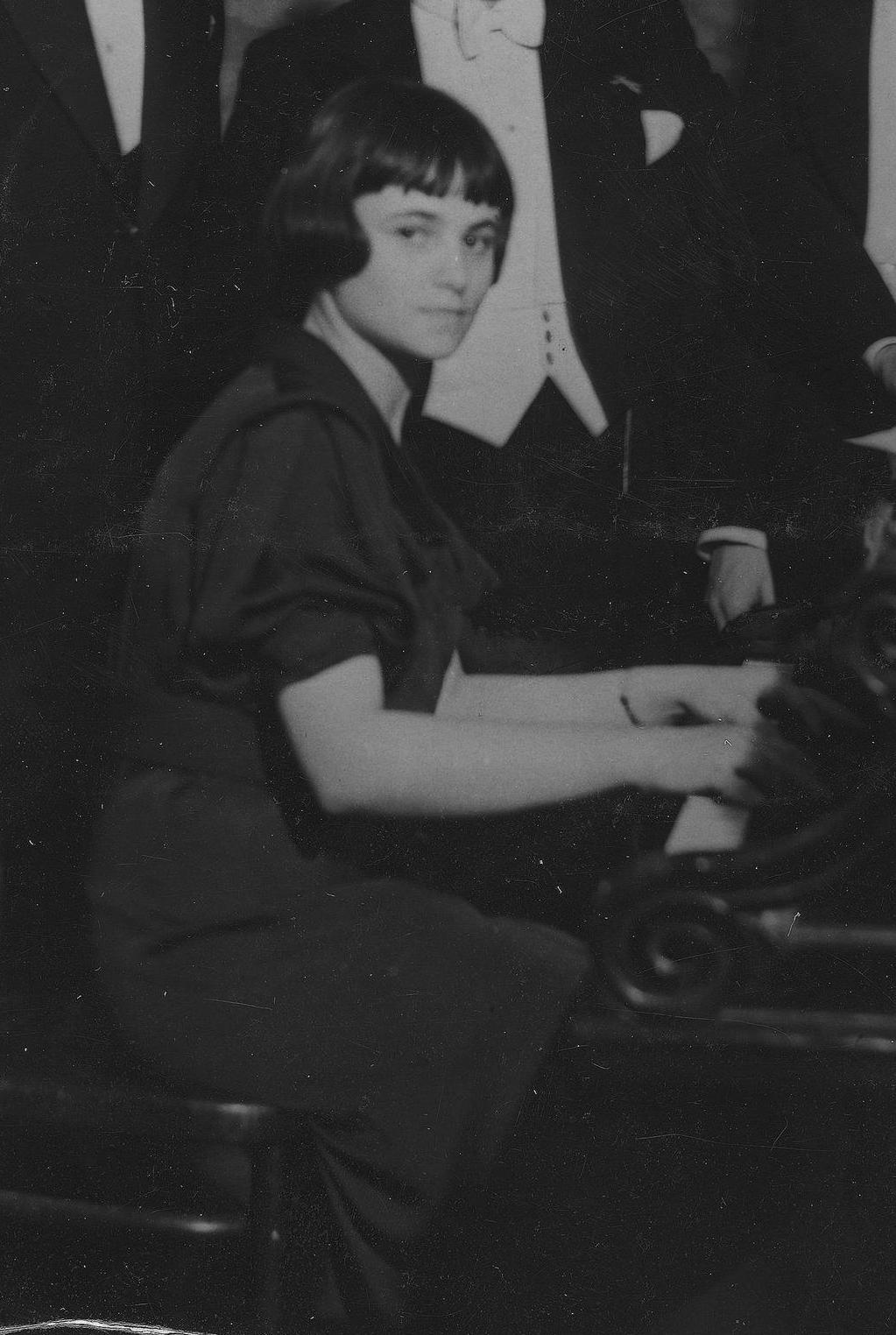
Rosa Tamarkina 1937

Rosa Wladimirowna Tamarkina (russisch Роза Владимировна Тамаркина; * 23. März 1920 in Kiew; † 5. August 1950 in Moskau) war eine ukrainisch-russische Pianistin und Hochschullehrerin.

## Herkunft und Ausbildung
Ihre Eltern waren Wolodymyr Motelewitsch Tamarkin (1882–1969) aus Kiew und Anna Lwowny Tamarkina, geb. Hannah Lapidus (1883–1942) aus Odessa. Ihre Eltern waren Arbeiter, weder Mutter noch Vater haben musiziert. Zwei ältere Schwestern, Marija und Sarah, lernten Klavier und Geige. Ein Onkel, von Beruf Klavierstimmer, war Amateurpianist.
Ihren ersten Klavierunterricht erhielt Rosa Tamarkina ab 1928 an der Nationale Musikakademie der Ukraine Peter Tschaikowski (Kinderklasse) in Kiew bei Nadiya Goldenberg (1891–1981) und ab 1931 bei Eugene Slivak. Ab 1935 erhielt sie Unterricht am Moskauer Konservatorium (Kinderklasse) bei Anna Artobolewskajas.

## Werdegang
Bereits im Alter von 13 Jahren nahm Tamarkina 1933 am gesamtsowjetischen All-Unions-Wettbewerb der UdSSR teil und erhielt eine Sonderauszeichnung (aufgrund ihres Alters wurde sie nicht als vollwertige Teilnehmerin des Wettbewerbs angesehen) und zwei Jahre später (bereits Schülerin von Alexander Goldenweiser) belegte sie beim Zweiten Wettbewerb souverän den ersten Platz.
Ihre ersten Schallplatten mit Werken von Franz Liszt (Paraphrase über die Themen „Rigoletto“ und die 10. Rhapsodie) und Verdi Paraphrasen und Transcriptionen erschienen 1935 und wurden von der Musikkritik hoch gelobt. Grigory Polyanovsky schrieb, das Spiel der vierzehnjährigen Pianistin habe einen absolut unvergesslichen Eindruck hinterlassen.

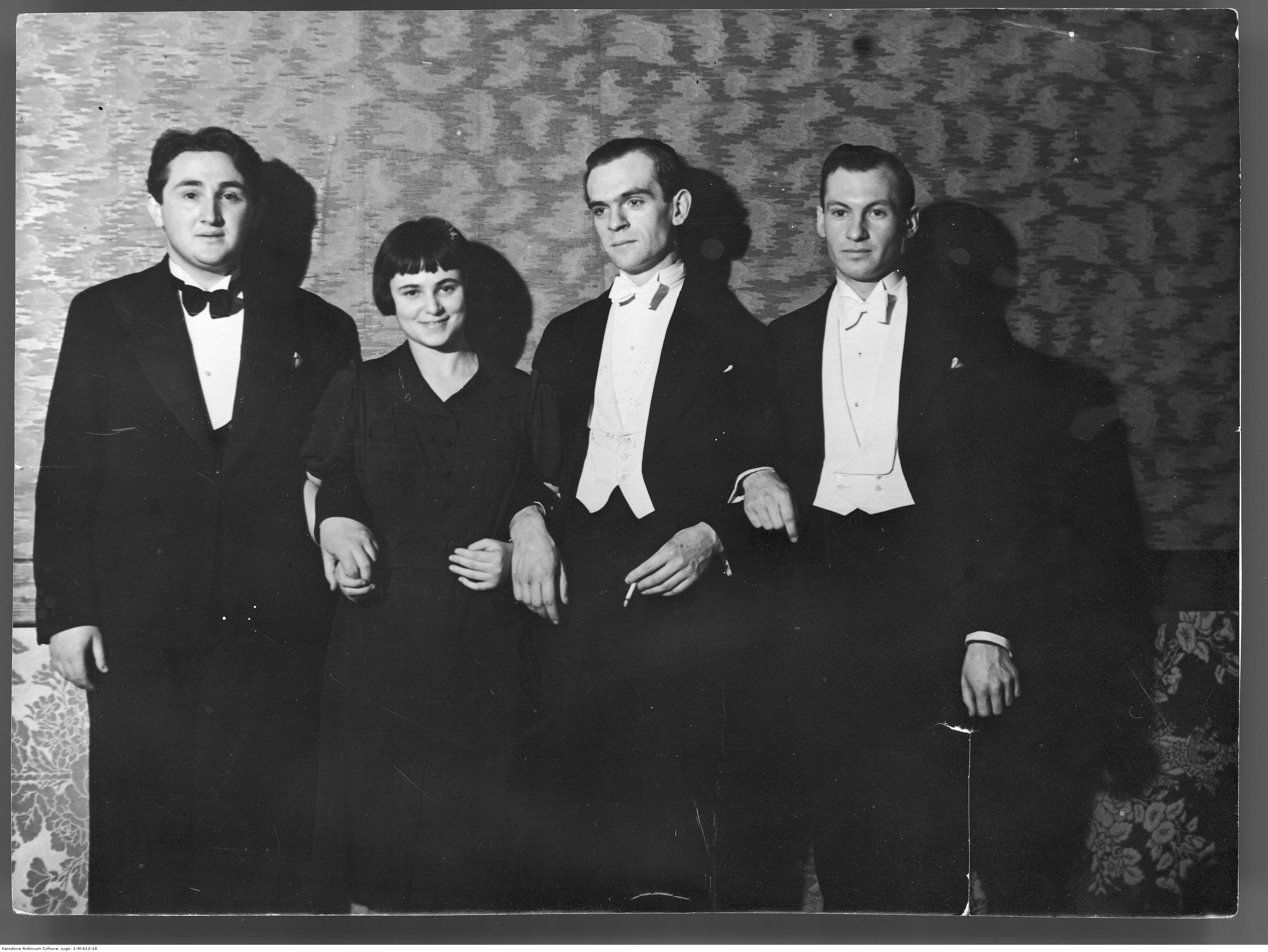
Preisträger des Dritten Internationalen Chopin-Wettbewerbs: Jakow Sak, Rosa Tamarkina, Witold Małcużyński, Lance Dossor, Warschau 1937

Der Auftritt der 16-jährigen Tamarkina beim Dritten Internationalen Chopin-Wettbewerb, der im Februar/März 1937 in Warschau stattfand, wurde zu einem Triumph. Die Pianistin, die das Wettbewerbsprogramm brillant spielte, gewann die Sympathie des Publikums und der Jury
(mit Heinrich Neuhaus, Emil von Sauer, Wilhelm Backhaus), die ihr nach Jakow Sak den zweiten Preis verlieh.
Neuhaus bemerkte, dass sie trotz ihres jungen Alters zweifellos eine voll ausgebildete, vollkommen bewusste Pianistin ist. Die polnische Zeitung Kurier Warszawski schrieb, dass Rosa Tamarkina bereits mit den emotionalen Zügen einer etablierten künstlerischen Individualität ausgestattet sei. Die Iswestija titelte am 4. März 1937: „Erfolge der sowjetischen Pianisten in Warschau“, die Prawda am 23. Mai 1937: Radiokonzert für Amerika - David Oistrach und Roza Tamarkina.
Nach dem Wettbewerb trat sie in Warschau, Lodz, Krakau und Kattowitz auf und nach ihrer Rückkehr in die UdSSR begann ihre Konzertkarriere mit Auftritten in Kiew (1937), Odessa (1937), Lemberg (1939), Moskau (1938, 1940, 1941, 1945, 1946, 1950), Leningrad (1939), Vilnius, Kaunas, Krasnodar (1941), Nowosibirsk (1943), Baku, Swerdlowsk, Kislowodsk (1947). Rosa Tamarkina Konzerte waren fast immer ausverkauft. Ruhm, Anerkennung und ihre kreative Autorität wuchsen stetig.
Die neunzehnjährige Studentin wurde 1939 zur Abgeordneten in den Moskauer Stadtsowjet gewählt, ein von Josef Stalin eingeführtes machtloses parlamentarisches Führungsgremium. 1940 schloss sie ihr Studium mit Auszeichnung ab und begann bei Goldenweiser ein Aufbaustudium (Aspirantur). Von 1941 bis zu ihrem Todesjahr 1950 war sie Solistin der Moskauer Philharmonie.
Während des Zweiten Weltkriegs war sie zusammen mit dem Personal des Konservatoriums in Jerewan evakuiert. Sie trat weiterhin auf, im Mai 1942 gab sie ein Konzert in Moskau. 1943 wechselte sie in die Klasse von Konstantin Igumnow.
Ab 1946 bis zu ihrem Todesjahr 1950 lehrte Rosa Tamarkina am Moskauer Konservatorium als Assistentin von Konstantin Igumnov und Lew Oborin, ohne ihre Konzertauftritte aufzugeben. Allerdings war ihr Leben durch das Hodgkin-Lymphom beeinträchtigt, das sich seit Anfang der 1940er Jahre bemerkbar machte. Ihr letztes Konzert gab sie im Februar 1950, ein halbes Jahr vor ihrem Tod. Die Beisetzung fand auf dem Moskauer Wwedenskoje-Friedhof in Lefortowo statt.
Die Menschen waren gefesselt von der Spontaneität und Gefühlsfülle, die ihr Spiel immer auszeichnete, fasziniert von ihrem Spiel voller Inspiration, fasziniert von der lebhaften Emotionalität ihrer Darbietung. Jedes Ungleichgewicht vermied sie, jede Übertreibung erschütterte ihr musikalisches Gespür. Ihr helles natürliches Temperament ging selten über die Grenzen des Geschmacks und des künstlerischen Maßes hinaus, was von den meisten Kritikern bemerkt wurde. Rosa Tamarkina genoss, wie auch ihr Zeitgenosse Jakow Flier, eine warme Anerkennung, da ihr Spiel nicht dem Zeitgeschmack entsprach. In Russland war der damalige Typus des Künstlerintellektuellen in den darstellenden Künsten bestimmt durch das Primat des Denkens. Zunehmend traf man auf tadellos gebaute Klanggebilde, auf glatt polierte musikalische „Produkte“.
Nach ihrem Tod erschienen 1952 und 1956 Schallplatten und 2006 CDs mit von ihr eingespielten Werken von Franz Liszt, Frédéric Chopin, Robert Schumann, Franz Schubert, Sergei Rachmaninow, Sergei Tanejew, Johannes Brahms und César Franck.

## Privates
Rosa Tamarkina war von 1940 bis 1943 mit dem Pianisten Emil Gilels verheiratet.

## Diskographie
- 1952: F. Liszt - Petrarcas Sonett Nr. 104, F. Chopin - Scherzo Nr. 3 in cis-Moll, Op. 39

- 1956: F. Chopin - Fantasie in f-Moll, Op. 49

R. Schumann - Drei fantastische Ausschnitte, Op. 111
F. Schubert - Impromptu in Es-Dur, Op. 90 Nr. 2
F. Schubert - Impromptu in Ges-Dur, Op. 90 Nr. 3
F. Liszt - Petrarcas Sonett Nr. 104
F. Chopin - Scherzo Nr. 3 in cis-Moll, Op. 39
- 2006: 3 CDs (Restaurierung Vista Vera)

- CD 1

S. Rachmaninov - 2. Konzert für Klavier und Orchester. Mit dem Staatlichen Sinfonieorchester unter der ::Leitung von N. Anosov. Aufgenommen im Großen Saal des Moskauer Konservatoriums am 26. Mai 1948
S. Taneyev - Quintett in g-Moll, Op.30. Mit dem Quartett des Bolschoi-Theaters (I. Zhuk, B. Veltman, M. ::Gurvich, I. Buravsky), aufgenommen 1946
- CD 2

F. Schubert - Impromptu in Es-Dur, Op.90. Eintrag 1946
F. Schubert - Impromptu in Ges-Dur, Op.90. Eintrag 1946
F. Schubert, F. Liszt - "Der Müller und der Bach". Aufgenommen als Sendung aus der Großen Halle des ::Moskauer Konservatoriums, 24. April 1948.
F. Schubert, F. Liszt - "Stupor" (deutsch: Erstarrung). Aufgenommen als Sendung aus der Großen Halle des ::Moskauer Konservatoriums, 24. April 1948.
F. Liszt - Paraphrase über die Themen von "Rigoletto". Aufgenommen 1947
F. Liszt - Ungarische Rhapsodie Nr. 10. Aufgenommen 1948
F. Liszt - Petrarcas Sonett Nr. 104. Aufgenommen 1948
I. Brahms - Quintett in f-Moll, op.34. Mit dem Quartett des Bolschoi-Theaters (I. Zhuk, B. Veltman, M. ::Gurvich, I. Buravsky), aufgenommen 1947
- CD 3

S. Rachmaninow - Präludium in e-Moll, op. 1889. Aufgenommen 1947–48.
S. Rachmaninoff - Präludium in F-Dur, op. 1891. Aufgenommen 1947–48.
S. Rachmaninoff - Gavotte in Es-Dur, op. 1889. Aufgenommen 1947–48.
S. Rachmaninov - Präludium in c-Moll, Op. 23, Nr. 7. Aufgenommen 1947–48.
F. Chopin - Scherzo Nr. 3. Aufgenommen 1947–48.
F. Chopin - Fantasie in f-Moll, Op.49. Aufgenommen 1947–48
F. Chopin - Polonaise-Fantasie in As-Dur, op.61. Aufgenommen 1947–48
R. Schumann - Drei fantastische Passagen. Aufgenommen 1947–48
Nr. 1 in c-Moll
Nr. 2 As-Dur
Nr. 3 in c-Moll
C. Frank - Sonate für Violine und Klavier in C-Dur. Violine - M. Kozolupova, aufgenommen 1947–48